# A Class
A Class es el primer álbum de estudio del grupo surcoreano Miss A y el tercero contando sus dos miniálbumes, bad but good y step up, lanzado el 18 de julio de 2011., siendo esperado por muchos fanes de Miss A.

## Antecedentes
El 30 de abril de 2011 JYP hizo saber vía Twitter que acababa de llegar a Los Ángeles para grabar. Al día siguiente, reveló que había estado trabajando en la nueva canción de miss A y que estaba actualmente trabajando en otra canción para el grupo masculino surcoreano 2PM. Después subió un vídeo de él en el estudio con Manny Marroquin, ganador de un Grammy que ha trabajado con artistas como Whitney Houston, Alicia Keys, Kanye West y Bruno Mars. También colgó un adelanto de 15 segundos de la nueva canción del grupo, «Goodbye Baby», que se promocionó como el sencillo principal del álbum. Tras posponer su comeback, que estaba previsto en mayo de 2011, para después de la salida del sencillo «Love Alone» en julio de 2011, miss A anunció que sacarían su primer álbum completo, llamado «A Class», el 18 de julio de 2011.

## Composición
El álbum tiene fuertes influencias K-pop, Hip Hop con las que se han caracterizado siempre.
El álbum incluye cuatro canciones originales, en el que se destaca el primer sencillo del disco, Good Bye, Baby, que habla de un chico que las trata mal. Además incluye un remix de este sencillo, 3 canciones de Bad But Good, las canciones de Step Up e incluye a Love Alone, teniendo un total de 13 canciones.

## Lista de canciones
| Lista de canciones oficial |                                             |          |  |
| N.º                        | Título                                      | Duración |  |
| 1.                         | «One to Ten» (하나부터 열까지)              | 3:37     |  |
| 2.                         | «Goodbye Baby»                              | 3:46     |  |
| 3.                         | «Help Me»                                   | 3:19     |  |
| 4.                         | «Break It»                                  | 3:50     |  |
| 5.                         | «Mr. Johnny»                                | 3:07     |  |
| 6.                         | «Play The Music DJ» (그 음악을 틀어줘요 DJ) | 3:17     |  |
| 7.                         | «Step Up»                                   | 2:47     |  |
| 8.                         | «Breathe»                                   | 3:34     |  |
| 9.                         | «Blankly» (멍하니)                          | 4:45     |  |
| 10.                        | «Love Again» (다시 사랑)                    | 3:26     |  |
| 11.                        | «Love Alone»                                | 3:33     |  |
| 12.                        | «Bad Girl Good Girl»                        | 3:37     |  |
| 13.                        | «Good Bye Baby» (Silver Mix)                | 3:53     |  |
| 46:04                      |                                             |          |  |

## Sencillos
- Good Bye, Baby es el primer sencillo, lanzado a mediados del 2011. La canción habla de un chico que las trata mal y ellas lo dejan.El sencillo ya llegó al número 1 en los rankings coreanos.
- Se rumorea que One to Ten es el segundo sencillo, aunque las integrantes del grupo no han confirmado nada.

## Posiciones de sencillos
| "Goodbye Baby"       | 1 |
| "Bad Girl Good Girl" | 1 |
| "Breathe"            | 1 |
| "Love Alone"         | 4 |
| "Love Again"         | 6 |

## Otras Canciones
| "One to Ten"                 | 11  |
| "Help Me"                    | 28  |
| "Mr. Johnny"                 | 48  |
| "Break It"                   | 8   |
| "Play the Song DJ"           | 18  |
| "Blankly"                    | 8   |
| "Step Up"                    | 34  |
| "Good Bye Baby (Silver Mix)" | 154 |